# Stari grad Barilović
Ruševine starog grada Barilovića su ruševine dvorca iznad središta općine Barilović, zaštićeno kulturno dobro.

## Opis dobra
Stari grad smješten je na stijeni, na strateškom položaju nad rijekom Koranom. Nepravilnog je peterokutnog tlocrta s dvije cilindrične kule između kojih su stambene zgrade, opasan obrambenim zidovima. Sagrađen kao feudalni grad obitelji Barilovića, stradao je 1524. godine od Osmanlija. Od kraja 16. st. do 1876. godine u gradu je bila smještena krajiška vojna posada. Bombardiran je i zapaljen u Drugom svjetskom ratu.

## Zaštita
Pod oznakom Z-295 zaveden je kao nepokretno kulturno dobro – pojedinačno, pravna statusa zaštićena kulturnog dobra, klasificirano kao "profana graditeljska baština".